# Hektor Wilczewski
Hektor Wilczewski herbu Trzy Radła – sędzia ziemski malborski w latach 1633–1652.
Deputat na Trybunał Główny Koronny z województwa malborskiego w latach 1634/1635, 1638/1639, 1642/1643.
Poseł na sejm koronacyjny 1633 roku. W 1648 roku był elektorem Jana II Kazimierza Wazy z województwa malborskiego.